# Vinko Jelić
Vinko Jelić, także Vincenz lub Vincenzo Jeličić, Jelicich, Jelich (ur. około 1596 w Rijece, zm. 1636 w Zabern) – chorwacki kompozytor.

## Życiorys
W latach 1606–1609 był członkiem chóru chłopięcego na dworze arcyksięcia Ferdynanda w Grazu. Między 1609 a 1610 na krótko przebywał w rodzinnej Rijece, następnie w latach 1610–1616 uczył się w Ferdinandeum w Grazu u Matthi Ferrabosco. W 1617 roku wyjechał do Zabern, gdzie został śpiewakiem i instrumentalistą w kapeli biskupiej arcyksięcia Leopolda, przyjął też święcenia kapłańskie i objął funkcję wikarego w kościele Ste Marie. Prawdopodobnie zmarł w trakcie epidemii w roku 1636 roku.
Uprawiał wyłącznie twórczość religijną, komponował koncerty z towarzyszeniem basso continuo. Opublikował zbiory Parnassia militia concertuum na 1–4 głosy i basso continuo (1622), Arion primus, sacrorum concertum na 1, 2 i 4 głosy oraz basso continuo (1628), Arion secundus, psalmorum vespertinorum na 4 głosy (1628). Pozostawał pod wpływem muzyki włoskiej, stosował wczesnobarokową monodię charakterystyczną dla szkoły weneckiej. Jego kompozycje cechują się niezależnością linii melodycznych, z ekspresją widoczną zwłaszcza w górnych głosach. Jako jeden z pierwszych kompozytorów w kręgu niemieckojęzycznym wprowadzał w kompozycjach religijnych oprócz organów także inne instrumenty: skrzypce, trąbkę czy puzon.